# Let's Make a Night to Remember
Let's Make a Night to Remember is een nummer van de Canadese rockzanger Bryan Adams uit 1996. Het is de derde single van zijn zevende studioalbum 18 til I Die.
Het nummer werd Adams' achtste nummer 1-hit in zijn thuisland Canada. Buiten Canada werd het nummer een klein hitje. In Nederland bleef het steken op een 16e positie in de Tipparade, maar de Vlaamse Ultratop 50 werd nog wel gehaald; daar haalde het nummer 48.